# Philippe Troussier
Philippe Troussier, född 21 mars 1955, är en fransk fotbollstränare, tidigare spelare, som sedan mars 2023 är förbundskapten för Vietnam.
Philippe Troussier var tränare för det sydafrikanska landslaget i VM 1998 och det japanska landslaget i VM 2002. Han har tränat klubbar och landslag i Europa, Afrika och Asien.